# Delta (Jeremiah)
Pour les articles homonymes, voir Delta (homonymie).
Delta est une bande dessinée de la série Jeremiah de Hermann parue en 1985.

## Synopsis
Jeremiah, sonné d'avoir perdu Lena, presque apathique et minable, est entraîné par Kurdy qui, ayant besoin d'argent, décide d'aller faire valoir une vieille dette à un de ses anciens compagnons d'aventure, Jay. Celui-ci simule une amnésie totale à la suite d'un accident de deltaplane.
Nos deux compagnons n'ont d'autre choix que de se joindre à des maraudeurs en quête d'un bien très prisé à cette époque : le pétrole. Lors d'une visite près des réservoirs de pétrole à siphonner, plusieurs d'entre eux sont tués par quelqu'un qui les traque..

## Analyse
Les rapports entre trois des personnages, Tancrède et ses parents, sont très bien rendus : ils sont prêts à tout pardonner à leur fils qui leur voue un respect immense.
Le nom du personnage de Luck le Veinard est la traduction de celui d'un personnage célèbre de la bande dessinée : Lucky Luke.